# Червоный Кут (Сумская область)
Червоный Кут (укр. Червоний Кут) — село,
Подлесновский сельский совет,
Сумский район,
Сумская область,
Украина.
Код КОАТУУ — 5924786309. Население по переписи 2001 года составляло 179 человек.

## История
23 июня 1939 года в районе этого села упал метеорит-эукрит (Червоный Кут или «Красный кут») весом 1,7 килограмма.

## Географическое положение
Село Червоный Кут находится на берегу реки Сумка,
выше по течению на расстоянии в 1,5 км расположено село Новосухановка,
ниже по течению на расстоянии в 4 км расположен пгт Степановка.
Рядом проходит автомобильная дорога Р-61.